# ميناء أنتويرب
ميناء أنتويرب هو ميناء يقع بمدينة أنتويرب، بلجيكا يعد ثاني أكبر ميناء في أوروبا بعد ميناء روتردام.
تتم إدارة الميناء من قبل شركة موانئ دبي العالمية المملوكة لدولة الإمارات العربية المتحدة